# Inversioni
Inversioni (Inversions) è un romanzo di fantascienza dello scrittore scozzese Iain Banks, pubblicato per la prima volta nel 1998; fa parte del Ciclo della Cultura.
Nel 2004 ha vinto il Premio Italia come miglior Romanzo Internazionale.

Banks ha affermato che
La traduzione in italiano di Anna Feruglio Dal Dan è stata pubblicata dalla Editrice Nord nel 2003 e nel 2007.

## Trama
Il libro è ambientato su un pianeta immaginario che somiglia all'Europa durante il Tardo Medioevo, dove gli esseri umani vivono in una cultura feudale medievale e re e nobili complottano e si fanno guerra.
Un grande impero si è disintegrato all'incirca nel decennio precedente l’azione, apparentemente a causa dell’impatto di meteoriti o asteroidi che hanno danneggiato gravemente l’agricoltura in gran parte del globo; i resti dell'impero sono ancora in guerra tra loro.
La narrazione si sviluppa su due trame simultanee, alternando capitoli intitolati La dottoressa e La guardia del corpo.

### La dottoressa
La prima trama è presentata come un resoconto scritto da Oelph, un orfano che è stato assegnato come assistente ad una misteriosa e talentuosa dottoressa d'oltreoceano, con il segreto obiettivo di spiarla per conto del suo signore al quale è indirizzato gran parte del racconto.
La dottoressa si chiama Vosill ed è il medico personale del re Quience di Haspidus che apprezza lei e le sue capacità.
Ciononostante, il fatto che sia una donna è cosa inaudita nel patriarcale regno di Haspidus, e anche se Vosill afferma di essere cittadina del lontano paese di Drezen, la sua posizione elevata a dispetto dei costumi sociali del regno ispira ostilità tra i membri della corte.
Il racconto di Oelph segue Vosill sia mentre si prende cura regolarmente del re sia quando si dedica ad attività caritatevoli verso i poveri e i bisognosi.
I suoi metodi non sono convenzionali rispetto agli standard del regno - ad esempio invece delle sanguisughe usa l'alcol per "uccidere gli umori dannosi che potrebbero infettare una ferita" - ma il più delle volte hanno successo.
Ciò serve solo a ispirare maggiore sfiducia tra i suoi detrattori, tra i quali in particolare un certo numero di duchi e il comandante della guardia del re, Adlain.
Su questo argomento, Oelph include una trascrizione, che afferma di aver copiato dal diario di Vosill, di una conversazione tra il duca Walen e Adlain che si accordano, "se dovesse rendersi necessario", per far rapire di nascosto la dottoressa perché possa essere "interrogata...informalmente" da Nolieti, il capo torturatore del re;
Oelph non dubita della veridicità della trascrizione sebbene sembra sia stata ottenuta in circostanze impossibili.
Mentre Vosill si occupa del re, Nolieti viene assassinato, quasi decapitato, presumibilmente dal suo assistente Unoure.
Vosill esamina il corpo e determina che Unoure non avrebbe potuto uccidere il suo capo, ma viene ignorata.
Unoure viene catturato, ma prima che possa essere interrogato muore nella sua cella per un taglio alla gola, apparentemente autoinflitto.
Dopo questo racconto Oelph include un'altra trascrizione, questa volta tra Walen e il duca Quettil, che si oppone al piano di rapimento di Walen e rifiuta di mettere a disposizione il suo capo torturatore, Ralinge.
Alcuni giorni dopo, durante un ballo in maschera, Walen viene assassinato con una pugnalata al cuore; l'omicidio del Duca suscita grande preoccupazione nella Casa reale perché è avvenuto in una stanza chiusa e nessuno poteva entrare o uscire.
Vosill dichiara il suo amore al re, un sentimento che lui non ricambia poiché preferisce "donnine graziose, delicate e senza cervello"; dopo Oelph la trova ubriaca, e allude ai propri sentimenti d'amore nei suoi confronti, ma anche lei lo respinge, in maniera forse più gentile.
Qualche giorno dopo Vosill riceve un messaggio da Adlain, che le chiede di incontrare lui e altri due duchi in un'altra ala del castello.
Lei va da sola, ma Oelph decide di seguirla di nascosto; dopo aver intravisto qualcuno in fuga, arriva in tempo per essere arrestato dalla guardia, che scopre Vosill in piedi accanto al corpo di un duca assassinato, pugnalato con uno dei suoi bisturi.
Vosill e Oelph vengono quasi immediatamente consegnati a Ralinge, che lega i due separatamente e poi si spoglia, con l'intenzione di violentare Vosill.
La donna impartisce quelli che a Oelph sembrano comandi in una lingua che lui non riconosce nemmeno parzialmente.
A quel punto gli occhi di Oelph sono chiusi e nel suo racconto non è in grado di descrivere adeguatamente ciò che sente, se non un'impressione di vento e metallo.
Quando apre gli occhi trova Ralinge e i suoi assistenti morti, uccisi sanguinosamente, e Vosill libera e in procinto di rimuovere i suoi legami, senza alcuna indicazione di come sia stata liberata.
Più tardi, Lei afferma che Oelph ha perso i sensi e che i tre uomini hanno litigato per chi l'avrebbe violentata per primo e che questo è ciò che lui "dovrebbe" ricordare.
Poco dopo i due vengono prelevati dalla Camera delle torture, poiché il Re si è improvvisamente ammalato e sembra in punto di morte.
Vosill è in grado di curare re Quience ed è lì per testimoniare mentre il complotto contro di lei viene inavvertitamente rivelato al re, quando la notizia della morte di Ralinge raggiunge i cospiratori: il comandante Adlain e i duchi Quettil e Ulresile.
Alla fine la colpa ricade pubblicamente su Ulresile, che fugge in esilio per diversi mesi; il Re chiarisce che non saranno tollerati ulteriori complotti contro il medico.
Poiché Oelph non è presente a questi eventi il suo racconto proviene di seconda mano dai servi presenti, ed egli rivela che il suo padrone è il Comandante della Guardia Adlain.
Vosill chiede al re di liberarla dai suoi doveri, e lui acconsente.
Pochi giorni dopo sta per imbarcarsi su una nave per Drezen e viene accolta al molo da Oelph, che non riesce a trattenere l'impulso di chiederle di portarlo con lei, pur sapendo che la risposta sarebbe stata negativa; la nave parte e Vosill scompare alcuni giorni dopo.

### La guardia del corpo
La seconda trama intercalata è raccontata da un narratore che rimane senza nome in modo da fornire un contesto neutro alla storia,
che è incentrata su DeWar, guardia del corpo del generale UrLeyn; quest'ultimo è divenuto il primo Protettore e leader del Protettorato di Tassasen, dopo aver ucciso il precedente monarca in una rivolta; 
in seguito ha cancellato l'uso di parole come "Re" e "Impero" all'interno di Tassasen.
All'inizio della storia il Protettorato si avvicina rapidamente ad una guerra con la vicina terra di Ladenscion, guidata da baroni che inizialmente avevano appoggiato la rivoluzione di UrLeyn ma che ora intendono affermarsi come indipendenti.
DeWar è a volte il confidente di UrLeyn, ma la guardia del corpo mantiene anche un rapporto amichevole e colloquiale con Perrund, una donna dell'harem di Tassasen.
Perrund era la concubina preferita del Protettore, un giorno ha salvato UrLeyn da un tentativo di assassinio facendogli scudo con il suo corpo, rimanendo con un braccio paralizzato, da allora Perrund non è più la preferita ma è tenuta in alta considerazione da UrLeyn, DeWar e dalla maggior parte della società di Tassasen.
DeWar in particolare si confida con lei e trascorre gran parte del suo tempo libero con lei giocando a giochi da tavolo mentre si raccontano storie.
Mentre il conflitto con Ladenscion si avvicina, DeWar è in massima allerta temendo che all'interno della corte possa esserci un traditore.
Infatti un assassino travestito da ambasciatore attenta alla vita di UrLeyn, ma DeWar anticipa la minaccia e uccide l'uomo prima che possa nuocere.
Tuttavia, quanto accaduto non fa altro che rafforzare in DeWar i timori per un possibile tradimento.
Una svolta sorprendente e sgradita arriva quando il giovane figlio di UrLeyn, Lattens, ha un attacco di convulsioni e poi si ammala; mentre il ragazzo guarisce lentamente, DeWar gli racconta storie di una "terra magica" chiamata Prodigia, un luogo dove "ogni uomo era un re, ogni donna una regina".
Alla fine il ragazzo si riprende e UrLeyn e la sua guardia del corpo partono per il fronte, dove la guerra con Ladenscion non va come speravano; appena arrivati però ricevono la notizia che Lattens si è ammalato di nuovo e UrLeyn, sconvolto, torna di corsa al castello.
Mentre DeWar se n'è andato, Perrund racconta a Lattens la storia di una ragazza di nome Dawn, che ha trascorso gran parte della sua vita rinchiusa in uno scantinato dalla sua crudele famiglia e alla fine è stata salvata da un circo itinerante. Quando DeWar ritorna, Perrund gli racconta la storia, poi gli dice che era l'ombra della vera storia: la sua storia. Invece di rinchiuderla nel seminterrato per crudeltà, i suoi genitori l'avevano rinchiusa per nasconderla ai soldati imperiali, uomini di alto rango dell'ex regime del re. Invece di essere soccorsa, è stata trovata dai soldati, violentata con sua madre e le sue sorelle e poi costretta a guardare mentre uccidevano suo padre e i suoi fratelli. Alla fine i soldati furono uccisi a loro volta, ma Perrund sente ancora di essere morta dentro. 
DeWar tenta di confortarla in qualche modo, ma lei gli chiede subito di riportarla nell'harem.
Le condizioni di Lattens continuano a peggiorare, distraendo dai problemi della guerra UrLeyn che passa sempre più tempo al capezzale del figlio.
Il Protettore arriva al punto di vietare a tutti l'accesso alle sue stanze e proibisce persino a DeWar di parlargli a meno che non sua lui a rivolgergli la parola per primo.
Il suo unico vero contatto è con Perrund, che trascorre la maggior parte delle notti tenendo tra le braccia UrLeyn che piange fino ad addormentarsi.
DeWar chiede l'aiuto di Perrund per riportare l'attenzione di UrLeyn alla guerra, ma senza successo.
Un'illuminazione colpisce DeWar quando scopre di aver sbavato sul cuscino nel sonno e si precipita nella stanza di Lattens.
Una guardia trattiene l'infermiera del ragazzo mentre DeWar esamina la sua copertina di sicurezza, scoprendo che è stata imbevuta di un fluido sconosciuto, presumibilmente veleno.
Sotto minaccia di morte l'infermiera rivela chi ha orchestrato l'avvelenamento: Perrund.
DeWar irrompe nelle stanze dell'harem, intenzionato a rivelare la cospirazione a UrLeyn, ma arriva troppo tardi; Perrund ha già ucciso il Protettore e attende con calma la guardia del corpo.
Tenendole la punta della spada alla gola, DeWar chiede in lacrime di sapere perché ha cospirato contro il Protettore.
Perrund risponde che lo ha fatto per vendetta, per aver ucciso lei e la sua famiglia. I soldati che avevano violentato lei, sua madre e le sue sorelle non erano affatto uomini dell'ex re, nemmeno uomini alleati del Protettore, ma UrLeyn stesso e i suoi amici più stretti.
Successivamente era stata accolta da uomini di Haspidus e reclutata come spia agli ordini di re Quience.
Salvare UrLeyn dall'assassino significava semplicemente impedirgli di morire mentre era un leader forte, invece, i suoi ordini erano di assicurarsi che morisse in "rovina totale" per allontanare i suoi cittadini dall'idea di stati senza monarchia, come UrLeyn aveva immaginato Tassasen.
Dopo la confessione, Perrund chiede a DeWar di ucciderla, ma egli rifiuta silenziosamente, abbassando la spada; Perrund afferra il coltello e se lo porta alla gola, ma DeWar lo sbatte via rapidamente con la sua lama.

### Epilogo
Oelph aggiunge un breve epilogo personale a entrambe le storie.
I tre cospiratori che tentarono di uccidere Vosill morirono di varie malattie, solo Adlain visse più di qualche anno.
Re Quience regnò per quarant'anni, fino alla sua morte, e gli successe una delle sue numerose figlie, dando al regno la sua prima regina regnante.
Vosill scomparve dalla nave su cui era partita, dopo che la nave fu colpita da un'improvvisa raffica di vento e la luce delle catene apparve per poi svanire altrettanto rapidamente.
I tentativi di avvisare la famiglia di Vosill a Drezen non ebbero successo: nell'isola non fu trovato nessuno che l'avesse mai incontrata.
Lo stesso Oelph divenne un dottore, prendendo infine il posto di Vosill come medico reale.
Tassasen sopportò una guerra civile dopo la morte del Protettore UrLeyn, alla fine Re Lattens prese il controllo del regno, governandolo senza clamore.
Oelph spiega di aver interrotto la storia di DeWar dove le versioni della stessa differivano notevolmente.
La versione più popolare vede DeWar giustiziare personalmente Perrund, per poi ritornare nei Regni EmiNascosti dove rivendica il suo titolo di Principe e diventa infine Re.
Una seconda versione, presumibilmente scritta dalla stessa Perrund, vede invece DeWar che dice alle guardie e al personale in attesa che UrLeyn sta bene ma sta dormendo, questa e altre distrazioni forniscono abbastanza tempo a lui e all'ex concubina per fuggire da Tassasen prima che il corpo del Protettore venga scoperto.
I due sfuggono alla cattura e arrivano nei Regni EmiNascosti, alla fine si sposano, hanno diversi figli e muoiono dopo molti anni a causa di una valanga sulle montagne.
Infine, Oelph conclude il suo epilogo rivelando che aspetta sua moglie, che ama teneramente, presto tornerà, molto probabilmente accompagnata dai suoi nipoti.

## Riferimenti alla Cultura
Il libro contiene la seguente "Nota sul testo":
(Inversioni, prima pagina)
Alcuni critici hanno notato il riferimento giocoso alla "Cultura".
La Prodigia raccontata da DeWar è chiaramente La Cultura come viene descritta negli altri romanzi di Banks.
Egli racconta anche di una coppia di intimi amici che non sono d'accordo su come la loro avanzata società dovrebbe gestire il contatto con culture più primitive:
(Inversioni, capitolo 6)
È evidente che Vosill e DeWar sono questi due amici alieni, ora non più in contatto tra loro, che sono venuti entrambi sul pianeta medievale e stanno tentando indipendentemente di fare la "cosa giusta" nei loro modi diversi, con Vosill che è attiva e DeWar reattivo.
La dottoressa Vosill porta abitualmente con sé un pugnale che viene coinvolto marginalmente in circostanze che suggeriscono sia un Missile coltello della Cultura mimetizzato, lei afferma che quel pugnale era stato utile in "luoghi non acculturati".
Il pugnale è tempestato di piccole gemme, il cui numero diminuisce nel tempo: ciascuna gemma probabilmente è uno dei diversi tipi di munizioni per missili droni che appaiono in tutto il ciclo della Cultura.

L'epilogo contiene questo passaggio:
Circostanze speciali è l'eufemistico nome del servizio segreto della Cultura.

## Critica
Kirkus Reviews lo ha descritto come::